# 쥬라기캅스 극장판: 공룡시대 대모험
《쥬라기캅스 극장판: 공룡시대 대모험》은 쥬라기캅스 시리즈의 첫 극장판이다.

## 개요
2022년 9월 7일 쥬라기캅스의 첫 극장판으로 개봉하였다.

## 시놉시스
쥬라기캅스의 탄생을 막는 별별해적단을 물리쳐라!
평화로운 라이트 시티.
어느 날, 공찬과 친구들은 학교 앞에서 미니공룡을 팔고 있는 정체불명의 상인들을 발견한다.
그들의 정체는 바로 사라진 줄 알았던 악당들인 어부바단!
시간 여행을 할 수 있는 타임큐브를 이용해 공룡시대의 공룡들을 미니공룡으로 만들어 데려 온 뒤, 거대화 시켜 지구를 공격해 온다!
한편, 과거로 돌아간 어부바단이 6500만 년 전의 젊은 주관장을 공격해 쥐라기캅스의 탄생을 막아 현재의 쥐라기캅스를 소멸시켜버리고 공찬 일행도 타임큐브를 별별해적단에 빼앗겨 공룡시대에 갇히고 만다.
공찬 엄마의 노력으로 공룡시대에서 탈출해 쥐라기캅스의 부활에 성공한 공찬과 친구들!
현재로 돌아와 메카 공룡으로 도시를 공격하는 어부바단과 지구의 운명이 걸린 최종결전을 벌이게 된다.

## 등장인물
- 공찬
- 사라
- 반장
- 제임스 딘
- 쥬박사
- 어부바단(부리, 바리, 어리)
- 가이아

## 등장 메카
- 쥬렉스
- 쥬톱스
- 쥬테라
- 쥬테고
- 쥬키오

## 합체 메카
- 쥬라킹(쥬렉스＋쥬톱스＋쥬테라＋쥬테고＋쥬키오)

## 초합체 메카
- 슈퍼 쥬라킹(쥬라킹＋쥐라기윙)

## 목소리 출연
- 강은애: 미니 티라노
- 민승우: 티라노
- 박리나: 미니 브라키오
- 엄상현: 가이아